# Ivan Kozák
Ivan Kozák (* 18. června 1970, Považská Bystrica) je bývalý slovenský fotbalový obránce. Jako hráč působil mimo Slovenska v Německu a Belgii.
Po skončení aktivní hráčské kariéry v MFK Košice zůstal ve strukturách klubu.

## Klubová kariéra
V československé lize hrál za Duklu Banská Bystrica. Ve slovenské lize hrál i za MFK Ružomberok a MFK Košice. Dále hrál v Německu v nižších soutěžích za Tennis Borussia Berlin (TB Berlin) a 1. FC Union Berlin a v nejvyšší belgické soutěži nastoupil za KSC Lokeren.
Osmnáctiletou profesionální kariéru ukončil v květnu 2007 v dresu MFK Košice ve vítězném zápase proti FC Nitra (3:0).

## Reprezentační kariéra
V A-mužstvu Slovenska debutoval 16. 8. 1994 v Bratislavě v přátelském utkání proti Maltě (remíza 1:1).
Za slovenskou reprezentaci nastoupil v letech 1994–2002 celkem ve 38 utkáních, gól nevstřelil.

## Ligová bilance
| Ročník                                      | Zápasy | Góly | Minuty | Klub                   |              |
| ------------------------------------------- | ------ | ---- | ------ | ---------------------- | ------------ |
| 1. československá fotbalová liga 1989/90    | 1      | 0    | 45     | Dukla Banská Bystrica  |              |
| 1. československá fotbalová liga 1990/91    | 28     | 0    | 2520   | Dukla Banská Bystrica  |              |
| 1. československá fotbalová liga 1991/92    | 27     | 0    | 2333   | Dukla Banská Bystrica  |              |
| 1. slovenská národní fotbalová liga 1992/93 | -      | -    | -      | Dukla Banská Bystrica  |              |
| Mars superliga 1993/94                      | 24     | 0    | 2059   | Dukla Banská Bystrica  |              |
| Mars superliga 1994/95                      | 19     | 4    | -      | Dukla Banská Bystrica  |              |
| Mars superliga 1994/95                      | 16     | 0    | -      | -                      | 1. FC Košice |
| Mars superliga 1995/96                      | 31     | 1    | -      | 1. FC Košice           |              |
| Mars superliga 1996/97                      | 29     | 6    | -      | 1. FC Košice           |              |
| Mars superliga 1997/98                      | 30     | 7    | -      | 1. FC Košice           |              |
| Mars superliga 1998/99                      | 14     | 0    | -      | 1. FC Košice           |              |
| 2. německá fotbalová Bundesliga 1998/99     | 11     | 0    | -      | Tennis Borussia Berlin |              |
| 2. německá fotbalová Bundesliga 1999/00     | 30     | 0    | -      | Tennis Borussia Berlin |              |
| 1. belgická fotbalová liga 1999/00          | 1      | 0    | -      | KSC Lokeren            |              |
| Regionalliga Nord 2000/01                   | 26     | 0    | -      | Tennis Borussia Berlin |              |
| 2. německá fotbalová Bundesliga 2001/02     | 26     | 0    | -      | 1. FC Union Berlin     |              |
| 2. německá fotbalová Bundesliga 2003/04     | 16     | 0    | -      | 1. FC Union Berlin     |              |
| Corgoň liga 2004/05                         | 29     | 0    | -      | MFK Ružomberok         |              |
| 2. slovenská fotbalová liga 2005/06         | 16     | 0    | -      | MFK Košice             |              |
| Corgoň liga 2006/07                         | 17     | 0    | -      | MFK Ružomberok         |              |
| CELKEM                                      | 248    | 18   | -      |                        |              |